# هارولد باورز
هارولد باورز (بالإنجليزية: Harold Powers)‏ هو عالم موسيقى أمريكي، ولد في 5 أغسطس 1928 في نيويورك في الولايات المتحدة، وتوفي في 15 مارس 2007 في سانتا مونيكا في الولايات المتحدة.